# Гілларі Скотт (співачка)
Гілларі Скотт (Hillary Scott; нар. 1 квітня 1986) — американська співачка в стилі кантрі. Зараз входить до складу гурту Lady Antebellum, який був сформований у 2006 році.

## Життя та кар'єра
10 листопада 2008 р. «Товариство європейських авторів сцени і композиторів» («Society of European Stage Authors & Composers», SESAC) назвало Гіларі Скотт «поетом-пісняркою року» («Songwriter of the Year»).